# Socjologia uzależnień
Socjologia uzależnień – subdyscyplina socjologii, która zajmuje się badaniem sensu oraz znaczenia używania substancji psychoaktywnych i innych doświadczeń uzależniających w kształtowaniu uzależnienia, a także zmianami heurystyki wybranych substancji psychoaktywnych i uzależnień na przestrzeni lat oraz wyjaśnia wpływ uwarunkowań kulturowych, politycznych, prawnych oraz gospodarczych na konstruowanie leku i narkotyku”. Socjologiczna perspektywa uzależnień skupia się procesie interakcji społecznych w przechodzeniu kolejnych etapów dewiacji.